# Späd källmossa
Späd källmossa (Philonotis marchica) är en bladmossart som beskrevs av Bridel 1827. Späd källmossa ingår i släktet källmossor, och familjen Bartramiaceae. Arten har ej påträffats i Sverige. Inga underarter finns listade i Catalogue of Life.